# 東北里
座標: 北緯39度11分29秒 東経125度49分15秒 / 北緯39.19148791892233度 東経125.8207751352833度
東北里（トンブンニ）は朝鮮民主主義人民共和国平安南道大同郡龍岳面にあった里。1952年の郡面里統廃合で順安郡西里・下次里に分離。2010年現在は平壌直轄市龍城区域於隠洞一帯にあたる。

## 概要
平羅線・龍城線の2路線が乗り入れる東北里駅が所在し、南西約4キロメートルには金正日政治軍事大学がある。
1980年に工作員として召喚された金賢姫と金淑姫が同居生活を送った招待所があり、また、1981年7月から1983年3月にかけて、金賢姫が日本人拉致被害者の田口八重子（朝鮮名、李恩恵）より一対一の日本人化教育を受けた東北里3号招待所がある。1978年7月に北朝鮮工作員によってイギリス領香港で拉致された著名な韓国人女優、崔銀姫が1979年から1980年にかけて、および1982年の1月から3月まで、東北里の招待所に住まわされた。崔銀姫は、東北里の招待所で拉致されてきたヨルダン人女性やポルトガル領マカオから拉致されてきた中国人女性孔令譻と遭遇し、孔令譻とは親しく会話した。
また、2004年（平成16年）に脱北者が北朝鮮から持ちだした拉致被害者とみられる日本人の写真が、鑑定の結果、1976年に失踪したとされる藤田進（当時、東京学芸大学1年生）の写真と同一人物である可能性が極めて高いことが判明した。写真の提供者は、藤田進は東北里に生存していると述べていたという。
日本人居住区だった地域の周辺には金日成銅像があり、それに近接して人民保安署（警察署）や南朝鮮革命史跡館が立地する。